# Grbavica (film)
Grbavica is een Bosnische film uit 2006, geregisseerd door Jasmila Žbanić. Het toont het portret van de door oorlog getekende buurt Grbavica in Sarajevo.

## Verhaal
In de wijk Grbavica heeft het leven na de Bosnische Burgeroorlog langzaam weer vorm gekregen. Mensen willen vooruit kijken, niet achteruit. De droevige oogopslag van Esma verraadt een leven vol leed, maar ze zit niet bij de pakken neer.
Esma woont met haar twaalf jaar oude dochter Sara in Grbavica, een wijk in Sarajevo waar na de oorlog vrouwen werden opgevangen die door Servische milities waren misbruikt. Sara heeft geen vader, Esma heeft haar verteld dat die een heldendood is gestorven in de oorlog. Als opstandige puber wil Sara meer weten over haar vader, waarop Esma haar uiteindelijk de werkelijkheid vertelt: hij stierf geen heldendood, maar Sara is geboren nadat Esma seksueel is misbruikt tijdens de oorlog.

### Cast
| Acteur            | Personage |
| ----------------- | --------- |
| Mirjana Karanović | Esma      |
| Luna Mijovic      | Sara      |
| Leon Lucev        | Pelda     |

## Achtergrond
De lowbudget-film Grbavica kwam mede tot stand dankzij een bijdrage van het Rotterdamse Hubert Bals Fonds. Regisseuse Jasmila Zbanic zei te hopen dat haar film voor catharsis kan zorgen, maar ze wees erop dat de oorlogsmisdadigers Mladić en Karadžić nog steeds vrij rondlopen.
Grbavica werd ontvangen als een film waarin hoop gloort, en waarin benadrukt wordt dat er ondanks alle ellende ruimte is voor een toekomst. De film laat zien hoe na een oorlog mensen weer in staat zijn een toekomst op te bouwen en door te gaan met het leven.

## Prijzen
- 2006: Gouden Beer, Oecumenische prijs en Vredesfilmprijs op het Filmfestival van Berlijn.

## Trivia
Tijdens de opnamen van de voetbal-scène brak Luna Mijovic een been.